# San Genaro Norte-San Genaro
Se denomina San Genaro Norte - San Genaro a la aglomeración urbana que se extiende entre las localidades argentinas de San Genaro Norte y San Genaro dentro del departamento San Jerónimo, provincia de Santa Fe en las coordenadas 32°22′00″S 61°20′57″O / -32.36667, -61.34917.
Ambas localidades se encuentran separadas por la ruta provincial 65.

## Población
Considerado como una aglomeración urbana por el INDEC, cuenta según los resultados del censo 2010 con 8.731 habitantes, lo que representa un incremento poblacional del 5,6%.
En el anterior censo contaba con 8.266 habitantes.
| Componente       | Departamento | Censo 2010 | Censo 2001 | Censo 1991 |
| ---------------- | ------------ | ---------- | ---------- | ---------- |
| San Genaro Norte | San Jerónimo | 4.661      | 4.200      | 3.525      |
| San Genaro       | San Jerónimo | 4.070      | 4.066      | 3.634      |
| Total            |              | 8.731      | 8.266      | 7.159      |